# 灣山 (佛羅里達州)
灣山（英語：Bay Hill）是位於美國佛羅里達州橙縣的一個人口普查指定地區。

## 地理
灣山的座標為28°27′18″N 81°30′20″W / 28.45500°N 81.50556°W，而該地最高點為海拔高度30米（即98英尺）。

## 人口
根據2010年美國人口普查的數據，灣山的面積為6.40平方千米，當中陸地面積為6.20平方千米，而水域面積為0.20平方千米。當地共有人口4884人，而人口密度為每平方千米763人。